# 上海轨道交通9号线
上海轨道交通9号线，也称作申松线，是一条连接中国上海市松江区上海松江站站至浦东新区曹路站，是上海地铁运营的东西走向地铁线路，全长64.4公里，共设35座车站，于2007年12月29日通车运营。

## 概览
9号线初期规划中全线由枫泾至崇明岛，后来取消了延伸至枫泾的规划，并将东段金桥站以北独立成线（现22号线），而9号线则代替12号线向东延伸至曹路，全线共分三期建设。九亭站到泗泾站区间长6.247公里，曾为上海轨道交通站站之间的最长区间。16号线开通后，该记录被书院至惠南东区间打破。
9号线的线路标识色为 PANTONE 297C （C=48 M=5 Y=2 K=0）。由于一期路线途经一些文化古镇，形象包装定为古道时速。

### 线路数据
- 营运里程：64.4km
- 站数：35
- 轨距：1435mm
- 动力电源：1500V直流（架空电线方式）
- 复线区间：全线
- 电气化区间：全线
- 地下区间：曹路—九亭西、松江新城北—上海松江站
- 高架区间：九亭西—松江新城北（因避让高压电綫，在九亭—泗涇区间内有一小段地面区间）
- 地面区间：九亭北、中春路北—九亭车辆段

## 工程建设
一期工程全长30.687公里，其中地下线14.782公里，敞开段0.638公里，地面线0.518公里，高架线14.748公里。全线设13座车站，地下站9座，高架站4座，平均站间距2.54公里。由上海港铁建设管理有限公司（香港地鐵有限公司占60%股份）负责建设，工程总投资190億元。其中松江新城站至桂林路站段全长29.14公里，共设12站，率先于2007年12月29日开通，剩余的宜山路站于2008年12月28日开通。
二期工程原为宜山路站至环东二大道侧东靖路站，线位全长26.22公里。初期工程起于一期宜山路站，途经徐汇、黄浦、浦东三个行政区止于杨高中路站，全长14.5公里，均为地下线，沿线共设10座地下车站，1座地下主变电站，投资89.4亿元。线路于2005年12月开工，其中宜山路站至世纪大道站于2009年12月31日开通，开通时采用非高峰运营，至2010年2月20日覆盖早晚高峰。世纪大道站至杨高中路站于2010年4月7日开通，同日，徐家汇站站内换乘开通。近期工程起于初期工程杨高中路站，共设5座车站，并在东靖路环东二大道东侧设置外高桥停车场。
三期工程包括南延伸段和东延伸段两部分。南延伸段原名松江老城区公共交通配套工程，位于松江区，线路起自沪杭客专的上海松江站（时称松江南站），终点为9号线一期工程的起点松江新城站，线路全长5.372公里，全部为地下线，投资28亿元。于2009年12月30日开工，已经于2012年12月30日开通试运营。三期东延伸工程与9号线二期工程杨高中路站接轨，终点止于曹路站，主要位于浦东新区的金桥、曹路镇，线路起自二期工程终点杨高中路站后存车线东端，线路沿杨高中路向东前行，穿过罗山立交、金桥立交至金海路路口，转向金海路继续向东前行，穿过A20公路、浦东运河后，止于龚华路路口。正线全长13.828公里，设车站9座，均为地下线路，投资127.13亿元。与一、二期工程及三期南延伸共用控制中心，位于宜山路与虹梅路附近。设金桥停车场一座，由金吉路站引入（与12号、14号线共址），与12号线共用一条试车线。该工程与既有线接口，曹路站预留向东延伸的条件。工程于2013年底开工建设，2017年12月30日开通试运营。相比于原计划二期近期工程，结合线网规划对站位进行了调整，罗山路站（杨高中路与德平路居家桥路之间）拆分为崮山路站（现芳甸路站）和碧云路站（现蓝天路站），金桥站调整至曹家沟以西。

## 车辆
9号线列车均采用A型车6节编组，设计时速80 km/h，为VVVF交流传动，设计寿命30年。
| 现名  | 原名 | 制造商             | 车辆编成            | 制造年代  | 车辆总数          | 上线时间               | 昵称             |
| ----- | ---- | ------------------ | ------------------- | --------- | ----------------- | ---------------------- | ---------------- |
| 09ASY |      | 上海电气           | 6A(Tc+Mp+M+M+Mp+Tc) | 2007      | 1列(0952)         | 2009/04/25-2009/12/30? | 电气男孩、独眼龙 |
| 09A01 | AC04 | 北车长客庞巴迪车辆 | 6A(Tc+Mp+M+M+Mp+Tc) | 2004-2005 | 10列(0901-0910)   | 2007/12/29-            | 蚕宝宝、BBD      |
| 09A02 | AC09 | 北车长客庞巴迪车辆 | 6A(Tc+Mp+M+M+Mp+Tc) | 2007-2010 | 41列(0911-0951)   | 2008/11/28-            | 坂田             |
| 09A03 |      | 中车长客庞巴迪车辆 | 6A(Tc+Mp+M+M+Mp+Tc) | 2016-2018 | 36列(0953-0988)   | 2017/06/18-            | 创可贴           |
| 09A04 |      | 中车长春轨道客车   | 6A(Tc+Mp+M+M+Mp+Tc) | 2018-2020 | 17列(09089-09105) | 2020/04/19-            | 创可贴二世       |

### 现在用车

#### 09A03型电动客车
- 涂装：列车以白色为主色调，车身两边各有一条蓝色色带，车头为大面积黑色。
- 该批所有列车设LCD屏幕显示路线图，在车厢连接处和车厢中间位置均设有LED显示屏。
- 虽然与07A02型列车的涂装不同，但是设备方面完全一样。

#### 09A04型电动客车
- 涂装：列车以黑、银为主色调，车身两边各有一条蓝色色带，车头为大面积黑色。
- 该批所有列车设LCD屏幕显示路线图，在车厢连接处和车厢中间位置均设有LED显示屏。
- 虽然与09A03型列车的颜色不同，但是设备方面完全一样。

### 过去用车

#### 上海电气国产客车
- 当时该车主要为实验目的进行调试，于2009年4月25日开始载客试运行，2010年便不再上线。
- 2011年12月20日，该车从9号线退役，成为实训专用车，调至2号线原张江高科站至新建的龙阳路实训线用于地铁员工实训。

## 车站一览

### 换乘站
- 9-机联中春路 — 转乘机场联络线
- 915桂林路 — 换乘15号线 通道换乘
- 349宜山路 — 换乘3号线、4号线 通道换乘
- 1911徐家汇 — 换乘1号线、11号线 1号线为通道换乘，11号线为垂直换乘
- 79肇嘉浜路 — 换乘7号线 垂直换乘
- 912嘉善路 — 换乘12号线 垂直换乘
- 913马当路 — 换乘13号线 站厅换乘[註 3]
- 89陆家浜路 — 换乘8号线 垂直换乘
- 2469世纪大道 — 换乘2号线、4号线、6号线 2、4号线为站厅换乘，6号线为垂直换乘，6号线站台与2、4、9号线站厅连通
- 918杨高中路 — 换乘18号线 通道换乘
- 914蓝天路 — 换乘14号线 垂直换乘
- 912金海路 — 换乘12号线 垂直换乘，12号线站台与9号线站厅连通

### 未來换乘站
- 912洞泾 — 换乘12号线 通道换乘
- 9-嘉闵七宝 — 转乘嘉闵线七宝站
- 919商城路 — 换乘19号线 通道换乘
- 921金橋 — 换乘21号线 通道换乘
- 922金吉路 — 换乘22号线 通道换乘

### 车站列表
| 阶段       | 站名          | 里程注1 （米） | 站间距 （米） | 换乘路线                     | 所在地   | 车站形式                          | 开门方向注2                         |
| ---------- | ------------- | -------------- | ------------- | ---------------------------- | -------- | --------------------------------- | ----------------------------------- |
| 三期南延伸 | 上海松江站    | 0              | -             | 上海松江站                   | 松江区   | 地下一层岛式                      | 左侧                                |
| 三期南延伸 | 醉白池        | 1795           | 1795          | —                            | 松江区   | 地下三层岛式                      | 左侧                                |
| 三期南延伸 | 松江体育中心  | 3532           | 1737          | 松江有轨电车 █ 1号线 █ 2号线 | 松江区   | 地下二层岛式                      | 左侧                                |
| 一期       | 松江新城      | 5155           | 1583          | —                            | 松江区   | 地下一层岛式                      | 左侧                                |
| 一期       | 松江大学城    | 7757           | 2642          | 松江有轨电车 █ 2号线         | 松江区   | 高架三层侧式                      | 右侧                                |
| 一期       | 洞涇          | 11138          | 3381          | █ 12号线（在建）             | 松江区   | 高架二层侧式                      | 右侧                                |
| 一期       | 佘山          | 13343          | 2205          | —                            | 松江区   | 高架二层岛式 （未来为一岛一侧式） | 左侧                                |
| 一期       | 泗涇          | 17211          | 3868          | —                            | 松江区   | 高架二层侧式                      | 右侧                                |
| 一期       | 九亭          | 23457          | 6246          | —                            | 松江区   | 地下二层岛式                      | 左侧                                |
| 一期       | 中春路        | 25720          | 2263          | █ 市域机场线                 | 闵行区   | 地下二层一岛一侧式                | 左侧(曹路方向) 右侧(上海松江站方向) |
| 一期       | 七寳          | 27025          | 1305          | █ 嘉闵线（在建）             | 闵行区   | 地下二层岛式                      | 左侧                                |
| 一期       | 星中路        | 28905          | 1880          | —                            | 闵行区   | 地下二层岛式                      | 左侧                                |
| 一期       | 合川路        | 30761          | 1856          | —                            | 闵行区   | 地下二层岛式                      | 左侧                                |
| 一期       | 漕河涇开发区  | 32096          | 1335          | —                            | 徐汇区   | 地下二层岛式                      | 左侧                                |
| 一期       | 桂林路        | 34128          | 2032          | █ 15号线                     | 徐汇区   | 地下二层一岛一侧式                | 左侧(曹路方向) 右侧(上海松江站方向) |
| 一期       | 宜山路        | 35815          | 1687          | █ 3号线 █ 4号线              | 徐汇区   | 地下四层岛式                      | 左侧                                |
| 二期       | 徐家汇        | 37320          | 1505          | █ 1号线 █ 11号线             | 徐汇区   | 地下三层岛式                      | 左侧                                |
| 二期       | 肇嘉浜路      | 38709          | 1389          | █ 7号线                      | 徐汇区   | 地下二层岛式                      | 左侧                                |
| 二期       | 嘉善路        | 39772          | 1063          | █ 12号线                     | 徐汇区   | 地下二层岛式                      | 左侧                                |
| 二期       | 打浦桥        | 40647          | 875           | —                            | 黄浦区   | 地下四层岛式                      | 左侧                                |
| 二期       | 马当路        | 41489          | 842           | █ 13号线                     | 黄浦区   | 地下二层侧式                      | 右侧                                |
| 二期       | 陆家浜路      | 42434          | 945           | █ 8号线                      | 黄浦区   | 地下三层岛式                      | 左侧                                |
| 二期       | 小南门        | 43909          | 1475          | —                            | 黄浦区   | 地下二层岛式                      | 左侧                                |
| 二期       | 商城路        | 46307          | 2398          | █ 19号线（在建）             | 浦东新区 | 地下二层岛式                      | 左侧                                |
| 二期       | 世纪大道      | 47286          | 979           | █ 2号线 █ 4号线 █ 6号线      | 浦东新区 | 地下二层岛式                      | 左侧                                |
| 二期       | 杨高中路      | 49721          | 2435          | █ 18号线                     | 浦东新区 | 地下二层岛式                      | 左侧                                |
| 三期东延伸 | 芳甸路        | 50786          | 1065          | —                            | 浦东新区 | 地下二层岛式                      | 左侧                                |
| 三期东延伸 | 蓝天路        | 52907          | 2121          | █ 14号线                     | 浦东新区 | 地下三层岛式                      | 左侧                                |
| 三期东延伸 | 台儿庄路      | 55213          | 2306          | —                            | 浦东新区 | 地下二层岛式                      | 左侧                                |
| 三期东延伸 | 金桥          | 56758          | 1545          | █ 21号线（在建）             | 浦东新区 | 地下二层岛式                      | 左侧                                |
| 三期东延伸 | 金吉路        | 58455          | 1697          | █ 22号线（在建）             | 浦东新区 | 地下二层岛式                      | 左侧                                |
| 三期东延伸 | 金海路        | 59479          | 1024          | █ 12号线                     | 浦东新区 | 地下三层岛式                      | 左侧                                |
| 三期东延伸 | 顾唐路        | 61190          | 1710          | —                            | 浦东新区 | 地下二层岛式                      | 左侧                                |
| 三期东延伸 | 民雷路        | 62315          | 1125          | —                            | 浦东新区 | 地下二层岛式                      | 左侧                                |
| 三期东延伸 | 曹路          | 63821          | 1506          | —                            | 浦东新区 | 地下二层岛式                      | 左侧(上海松江站方向) 右侧(曹路方向) |
| 三期东延伸 | 曹路火车站注3 |                |               | 曹路站（在建）               | 浦东新区 | 高架三层双岛式                    | 右侧                                |

- 注1：三期部分的里程为设计方案，与实际测量里程存在误差。
- 注2：相对列车行驶方向而言。
- 注3：曹路火车站站是三期遗留工程，暂未建设。

## 时刻表
更新时间：2024年10月2日

### 列车运行间隔
平峰时期开行上海松江站至曹路的大交路。高峰时期分为上海松江站～金吉路、上海松江站～杨高中路、佘山～曹路。另有终点站为九亭和中春路的回库交路。若因台风天需要停运露天段时，开行中春路～曹路、上海松江站～松江新城交路。
| 周一～周五（工作日） | 周一～周五（工作日） | 周一～周五（工作日）          | 周一～周五（工作日）      | 周一～周五（工作日）    |
| -------------------- | -------------------- | ----------------------------- | ------------------------- | ----------------------- |
| 名称                 | 时段                 | 列车间隔                      | 列车间隔                  | 列车间隔                |
| 名称                 | 时段                 | 上海松江站～佘山              | 佘山～金吉路              | 金吉路～曹路            |
| 早高峰               | 7:30～9:00           | 往佘山方向：平均2分45秒       | 往金吉路方向：平均1分50秒 | 往曹路方向：平均5分30秒 |
| 早高峰               | 7:30～9:00           | 往上海松江站方向：平均5分钟   | 往佘山方向：平均2分30秒   | 往金吉路方向：平均5分   |
| 平峰                 | 9:00～17:00          | 平均6分                       | 平均6分                   | 平均6分                 |
| 晚高峰               | 17:00～19:30         | 上海松江站～佘山              | 佘山～杨高中路            | 杨高中路～曹路          |
| 晚高峰               | 17:00～19:30         | 往佘山方向：平均6分           | 往杨高中路方向：平均3分   | 往曹路方向：平均6分     |
| 晚高峰               | 17:00～19:30         | 往上海松江站方向：平均4分05秒 | 往佘山方向：平均2分15秒   | 往杨高中路方向：平均5分 |
| 其他时段             | 其他时段             | 8分～10分                     | 8分～10分                 | 8分～10分               |
| 周六、周日（双休日） |                      |                               |                           |                         |
| 名称                 | 时段                 | 列车间隔                      | 列车间隔                  | 列车间隔                |
| 名称                 | 时段                 | 上海松江站～曹路              |                           |                         |
| 高峰时段             | 8:00～20:00          | 平均5分                       | 平均5分                   | 平均5分                 |
| 其他时段             | 其他时段             | 6分～10分                     | 6分～10分                 | 6分～10分               |

自2023年4月28日起，9号线逢周末（周五、周六）实施延时运营。

## 沿革
- 2001年8月15日 一期工程报建[12]
- 2002年8月13日 上海港铁建设管理有限公司取得了与上海久创建设管理公司、上海地铁建设公司同样的轨道交通建设总承包商资质
- 2002年10月31日 一期工程R401A标（高架段）在松江开工
- 2004年11月（具体日期未知） 由于当时的七宝高速铁路车站（今上海虹桥站）规划，申通地铁决定在线路上增加中春路站
- 2005年4月23日 二期工程环境影响评价公示[13]
- 2005年8月31日 二期工程报建[14]
- 2006年6月15日 二期工程徐家汇站开工
- 2007年3月16日 一期工程全线贯通
- 2007年12月29日 松江新城站至桂林路站开通脱网试运营，桂林路站至宜山路站之间开设9号线—3号线换乘短驳车
- 2008年11月18日 二期工程的第一副轨排在杨高中路站铺轨基地正式下洞，标志着二期工程铺轨工程施工全面启动
- 2008年12月20日 列车驶至桂林路后，空车至宜山路站折返回桂林路站后再行载客
- 2008年12月28日 宜山路站投入运营，线路接入路网，与3号线实现站内换乘，同时短驳车停运
- 2009年4月21日 松江老城区公共交通配套工程（松江新城—松江体育中心站）环境影响评价公示[15]
- 2009年4月25日 上海电气国产列车开始载客试运行
- 2009年5月8日 松江老城区公共交通配套工程（松江新城—松江体育中心站）环境影响评价第二次公示[16]
- 2009年6月18日 松江老城区公共交通配套工程（松江新城—沪杭客专）环境影响评价公示[17]
- 2009年7月23日 松江老城区公共交通配套工程（松江新城—沪杭客专）环境影响评价第二次公示[18]
- 2009年10月15日 三期南延伸工程报建[19]
- 2009年12月31日 宜山路站至世纪大道站开通运营，采用非高峰运营模式
- 2010年1月5日 松江老城区公共交通配套工程松江体育中心站开工
- 2010年2月20日 二期线路与既有线衔接，从松江新城站到世纪大道站全线运营时间扩展至高峰时间，行车间隔6分25秒
- 2010年4月7日 徐家汇站换乘大厅启用，杨高中路站开通
- 2010年12月10日 三期专项规划公示[20]
- 2010年12月28日 宜山路站换乘通道启用，与4号线实现站内换乘
- 2011年1月30日 上海市发展改革委批复上海松江老城区公共交通配套工程可行性研究报告[21]
- 2011年5月17日 三期工程环境影响评价公示[22]
- 2011年6月20日 三期工程环境影响评价第二次公示[23]
- 2011年8月11日 三期东延伸工程报建[24]
- 2012年4月28日 三期工程环境影响报告书批复[25]
- 2012年12月24日 三期工程可行性研究报告通过批准[26]
- 2012年12月30日 三期南段（松江南站站—松江体育中心站）开通试运营
- 2013年12月29日 三期工程金海路站开工
- 2017年12月30日 三期载客试运营[10]
- 2020年1月25日 至29日 因松江南站→松江新城单向隧道整修施工，松江新城→松江南站（下行）采用单线双向方式运营，间隔为每18分钟一班[27]
- 2024年9月21日 松江南站站更名为上海松江站站。

## 事故
- 2011年4月7日 凌晨1時50分許，滬松公路2033號上海建華管樁有限公司A車間1號蒸壓器設備在加壓過程中，封頭部件突然飛出，衝出廠房外墻，撞擊到該廠北側緊鄰廠區的9號線第51號橋墩的南側立柱，導致9號線橋墩、觸網等運營設施設備不同程度受損。所幸事發時為非營運時間，九亭至松江新城段列車一度需暫停營運和限速10km/h行駛。
- 2024年2月23日6时25分，9号线松江南站至九亭区段受触网挂冰影响暂停运营，同时启动公交接驳预案。9时37分，9号线恢复正常运营。此次因触网挂冰引发的故障在上海地铁尚属首次[28]。
- 2024年6月19日8时28分，9号线合川路站内与出站口发生一起持刀伤人案件，造成3人受伤。伤人者被警方抓获[29]。事发后合川路站采取封站措施，至9時16分恢复运营[30]。

## 未来发展
根据三期专项规划公示，9号线还将从曹路站起，至G1501公路处向北延伸至曹路火车站。